# La lunga notte dei disertori
La lunga notte dei disertori è un film italiano del 1970 diretto da Mario Siciliano.

## Produzione
Il film è anche conosciuto sotto il titolo I sette di Marsa Matruh.